# Sheena Tosta
Sheena Tosta (dekliški priimek Johnson), ameriška atletinja, * 1. oktober 1982, Camden, New Jersey, ZDA.
Nastopila je na poletnih olimpijskih igrah v letih 2004 in 2008, ko je osvojila srebrno medaljo v teku na 400 m z ovirami, leta 2004 pa četrto mesto. Na panameriških igrah je osvojila zlato medaljo v isti disciplini leta 2007.